# تشارلز لورد
تشارلز لورد (بالإنجليزية: Charles Lord)‏ هو مصرفي أمريكي، ولد في 26 أبريل 1928 في نيويورك في الولايات المتحدة، وتوفي في 8 يناير 1993.